# Ignasi Montaña Reig
Ignasi Montaña (Súria, Bages, 1888 – Barcelona, desembre de 1967) fou un enginyer industrial i aficionat a la fotografia. Es casà amb Teresa Jacas Dot, amb qui tingué sis fills: Petrus, Paquita, Magda, Teresa, August i Montserrat. Professionalment treballà com a enginyer industrial; va treballar a l'empresa Unicolor —fabricant de colorants i productes químics— del grup Bayer, on arribà a ser director. Aficionat a inventar i construir diversos enginys, l'any 1960 patentà un procediment de perfeccionament per a la preparació de gravats per a cilindres destinats a l'estampació mecànica de teixits.
Amant a l'astronomia, la lectura, la química i l'excursionisme; la seva gran afecció, però, fou la fotografia. No s'ha trobat constància de la seva vinculació a cap associacions fotogràfiques, com la Secció Fotogràfica del Centre Excursionista de Catalunya o l'Agrupació Fotogràfica de Catalunya, malgrat que la cronologia de la seva producció fotogràfica i la temàtica, sigui molt semblant a la dels membres d'aquestes entitats.
El seu fons personal es conserva a l'Arxiu Nacional de Catalunya des del seu ingrés el 2011. El fons fotogràfic està constituït per unes 800 plaques estereoscòpiques positives de 6x13 cm i un àlbum de contactes, sobre les excursions que realitzà a diversos indrets de Catalunya i Europa, plasmant el paisatge i l'arquitectura; i d'un visor de plaques estereoscòpiques de sobretaula de la casa Gaumont. Una part d'aquestes plaques tenen manuscrites unes inicials que no corresponen a les d'Ignasi Montaña. Atès aquest fet hom creu que no totes les imatges del fons corresponen al mateix autor, malgrat la temàtica, les dates i la gent que apareix siguin similars.